# Piłka nożna w Anglii (1897/1898)
Sezon 1897/1898 był 27. w historii angielskiej piłki nożnej.

## Zwycięzcy poszczególnych rozgrywek klubowych w Anglii
| Rozgrywka       | Zwycięzca         |
| --------------- | ----------------- |
| First Division  | Sheffield United  |
| Second Division | Burnley           |
| FA Cup          | Nottingham Forest |